# Drča
Drča – wieś w Słowenii, w gminie Šentjernej. W 2018 roku liczyła 24 mieszkańców.